# Joeri Kazakov
Joeri Pavlovitsj Kazakov (Russisch: Юрий Павлович Казаков) (Moskou, 8 augustus 1927 - aldaar, 29 november 1982) was een Russisch schrijver, vooral van korte verhalen.

## Leven en werk
Kazakov werd geboren in in een arbeidersfamilie, die oorspronkelijk van het platteland afkomstig was. Als kind maakte hij tijdens de Tweede Wereldoorlog de bombardementen op Moskou mee, hetgeen later zijn neerslag kreeg in zijn werk. 
Kazkov studeerde aanvankelijk muziek (cello en contrabas), maar koos uiteindelijk voor het schrijverschap. In 1953 nam hij nog een literatuurstudie op aan het Maxim-Gorki-instituut. Vanaf eind jaren vijftig trok hij de aandacht met korte verhalen. Invloeden van Tsjechov, Toergenjev en Boenin zijn daarbij duidelijk zichtbaar.
Kazakov roept vooral stemmingsbeelden op van het landschap en de mensen in het noorden van Rusland (Noordelijk dagboek, 1973), eenvoudige jagers en vissers die hij vaak in de afzondering van de natuur toont. In de natuur vindt de mens vaak (kortstondig) geluk. Typisch voor Kazakov is de geïsoleerde mens, die los staat van zijn sociale omgeving en eenzaam en ontgoocheld is. Vaak stelt hij de erotische spanning tussen man en vrouw centraal en de impliciete vraag naar geluk. Kazakov schrijft muzikaal, lyrisch proza, met veel sympathie voor de ongelukkige mens. Hij werd dan ook vaak beschuldigd van pessimisme en "ziekelijke belangstelling voor zwakke, passieve figuren".
Een kleine selectie van zijn verhalen verscheen in Nederland in de reeks Russische Miniaturen, samen met werk van onder andere Vasili Sjoeksjin. In 2009 verscheen werk van hem in de door Arthur Langeveld samengestelde bundel Moderne Russische verhalen.

## In Nederlandse vertaling
- Teddy, vertaling en nawoord door Monse Weijers, 2018. ISBN 9789082687170 (bevat de novellen Teddy en Arktoer, de jachthond)
- Ik huil en ik jammer, vertaling en nawoord Monse Weijers, 2020. ISBN 9789082995985 (bevat tien korte verhalen)